# Rostticka
Rostticka (Phellinus ferruginosus) är en svampart som först beskrevs av Heinrich Adolph Schrader, och fick sitt nu gällande namn av Narcisse Theophile Patouillard 1900. Rostticka ingår i släktet Phellinus och familjen Hymenochaetaceae.  Arten är reproducerande i Sverige. Inga underarter finns listade i Catalogue of Life.

## Källor

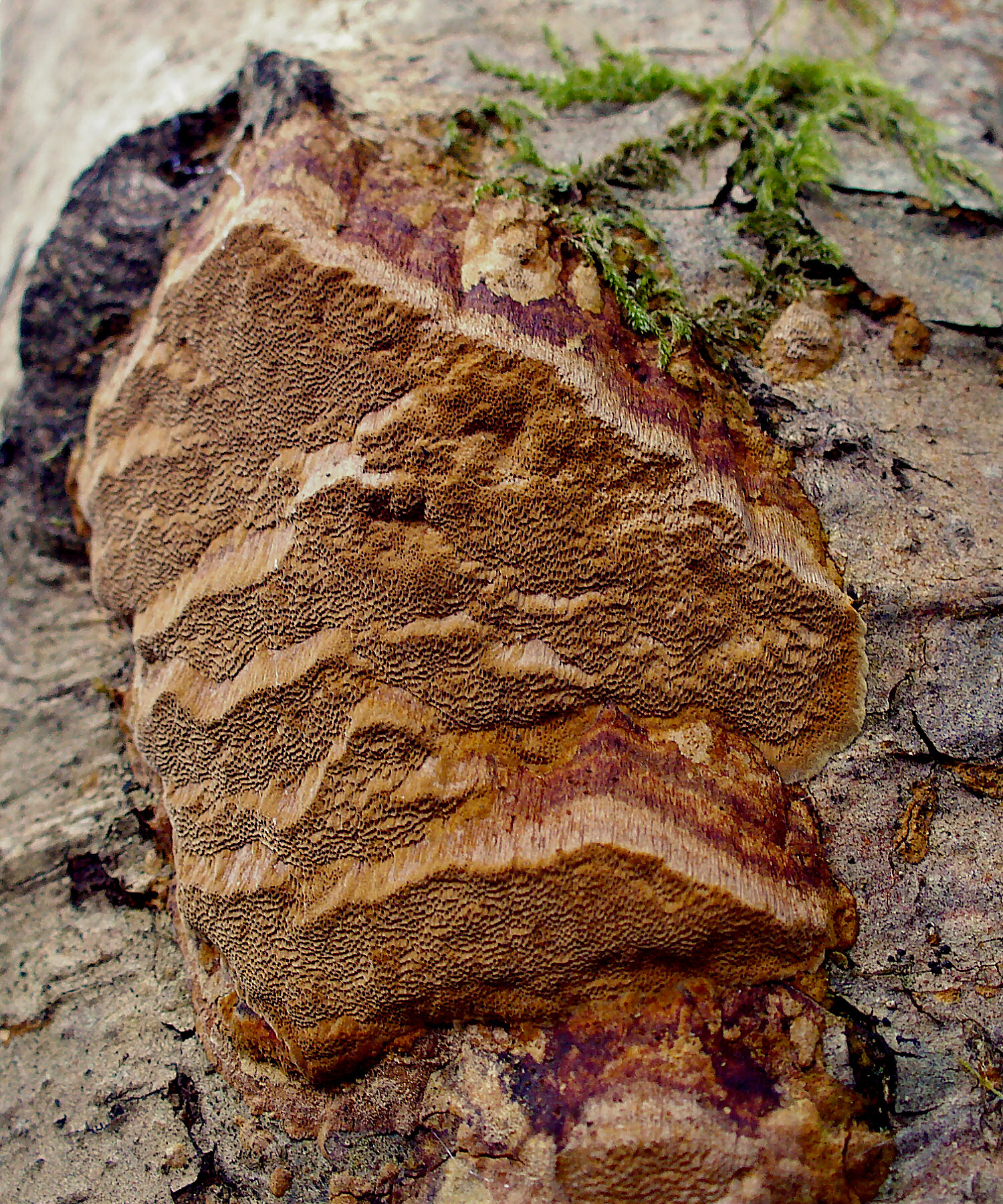
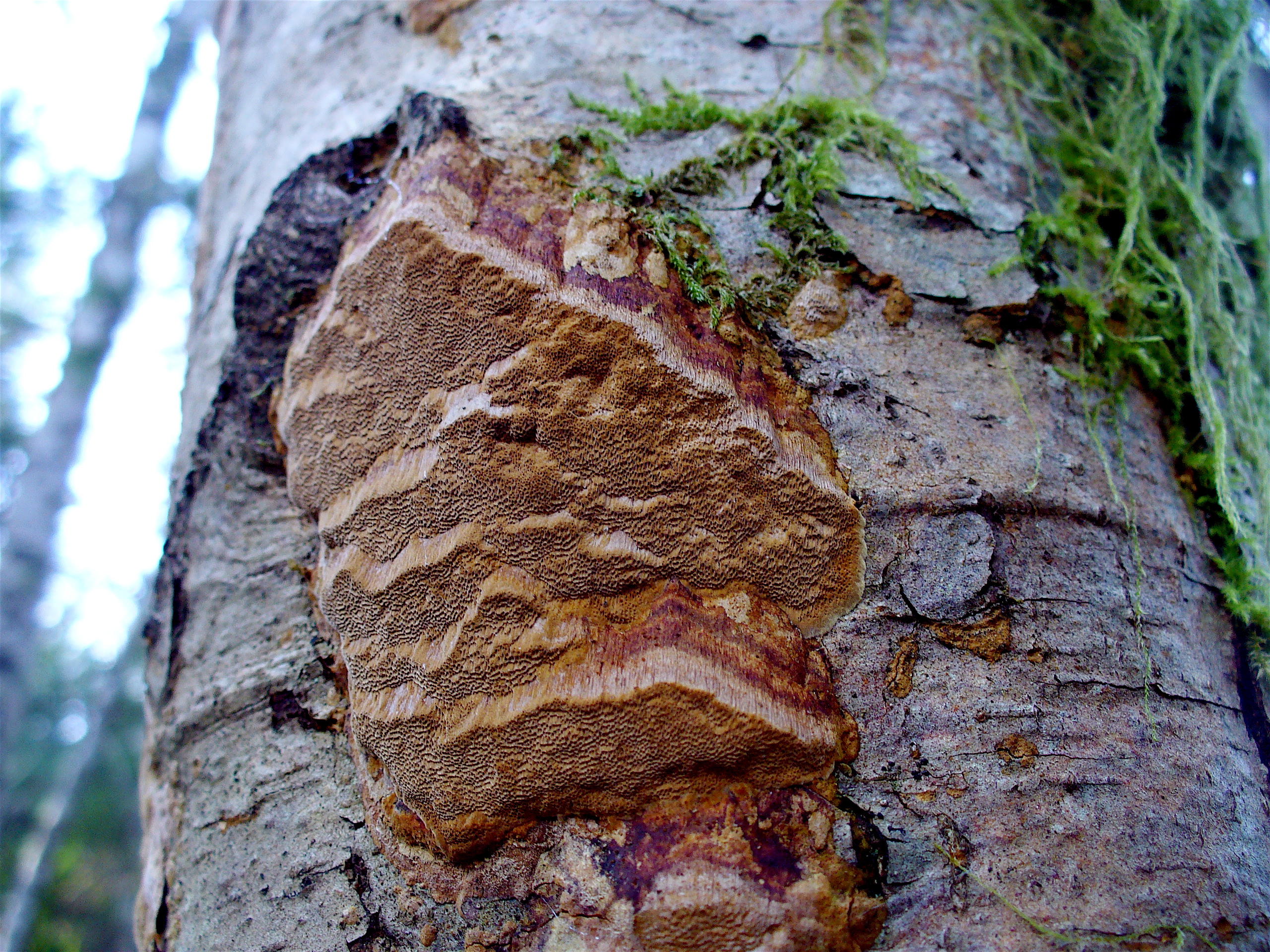